# Stephen Fry
Sir Stephen Fry, född 24 augusti 1957 i Hampstead i London, är en brittisk författare, komiker, regissör, manusförfattare, programledare och skådespelare.

## Biografi
Fry gick på Gresham's School. Han relegerades från Uppingham School och Paston School. 17 år gammal lämnade han Norfolk College of Arts and Technology. Han blev dömd för kreditkortsbedrägeri sedan han stulit ett kreditkort tillhörande en vän till familjen. Han tog sig till Cambridge via studier på City College Norwich.
I universitetets teatergrupp Footlights sammanförde Emma Thompson honom med Hugh Laurie, som han sedan samarbetat framgångsrikt med. Under 1980–90-talen var de båda en välkänd komikerduo. Deras sketchprogram hette A Bit of Fry and Laurie. I Sverige blev duon framför allt känd med TV-serien Jeeves och Wooster, där Fry hade rollen som den smarte betjänten Jeeves. Denna serie byggde på de populära böckerna av P.G. Wodehouse.
Fry är särskilt känd för sitt porträtt av Oscar Wilde (1997), i filmen Wilde, en rollprestation som gav honom ett antal nomineringar till prestigefyllda filmpriser, bland andra en Golden Globe.
Han har i dokumentärfilmen The Secret Life of the Manic Depressive för BBC  berättat om sin manodepressivitet. Han har också gjort ett antal framträdanden i BBC Radio 4:s populära program Just a Minute.
Han medverkade även i produktionen av TV-spelet Fable 3, där han spelar rollen som den narcissistiska skytten Reaver som är välsignad med evig ungdom. Mellan 2003 och 2016 var han programledare för TV-programmet QI.
Fry kämpade länge med att dölja sin homosexualitet; enligt egen utsago levde han i celibat mellan 1979 och 1995. Han var sedan i ett 15 år långt förhållande med Daniel Cohen, som tog slut 2010. Sedan 17 januari 2015 är han gift med komikern Elliot Spencer.

## Utmärkelser
År 2017 uppkallades fågellusen Saepocephalum stephenfryii till Frys ära, som ett erkännande av hans bidrag till att popularisera vetenskapen under tiden som programledare för QI.
Asteroiden 5190 Fry är uppkallad efter honom.

## Verk

### Film och pjäser
- 1979 – Latin! (or Tobacco and Boys)
- 1995 – Nya vindar över Cold Comfort farm
- 2003 – Bright Young Things
- 2007 – Cinderella, i engelsk julspelsversion för Old Vic Theatre
- 2007 – The Magic Flute (Fry skrev det engelska librettot till filmen)

### Musikaler
- 1983 – Me and My Girl

### Romaner
- 1992 – Lögnaren (eng. The Liar)
- 1994 – Flodhästen (eng. The Hippopotamus)
- 1999 – Skriva historia (eng. Making History)
- 2000 – Stjärnornas tennisbollar (eng. The Stars' Tennis Balls)

### Andra böcker
- 1992 – Paperweight (en samling artiklar)
- 1997 – Moab Is My Washpot (självbiografi)
- 2002 – Rescuing the Spactacled Bear: A Peruvian Diary
- 2004 – Stephen Fry's Incomplete and Utter History of Classical Music
- 2005 – The Ode Less Travelled: Unlocking The Poet Within

### TV
- 1986–1989 – Svarte Orm (TV-serie)
- 1990 – A Bit of Fry and Laurie
- 1990–1993 – Jeeves och Wooster
- 1991 – A Bit More Fry & Laurie
- 1992 – 3 Bits of Fry & Laurie
- 1995 – Fry & Laurie Bit No. 44
- 2003–2016 – QI
- 2003–2005 – Absolute Power
- 2007–2009 Kingdom
- 2008 – Stephen Fry in America
- 2012 – Gadget Man
- 2013 – Stephen Fry kommer ut
- 2025 – Too Much (TV-serie)

### Ljudböcker (uppläsare, urval)
- 2000 – Harry Potter and the Philosopher's Stone
- 2000 – Harry Potter and the Chamber of Secrets
- 2000 – Harry Potter and the Prisoner of Azkaban
- 2001 – Harry Potter and the Goblet of Fire
- 2003 – Harry Potter and the Order of the Phoenix
- 2005 – Harry Potter and the Half Blood Prince
- 2007 – Harry Potter and the Deathly Hallows
- 2009 – The Dongle of Donald Trefusis (ljudbok, podcast och radiomonolog)

## Skådespeleri

### Filmografi (urval)
- 1988 – En fisk som heter Wanda
- 1992 – Peter's friends
- 1994 – I.Q.
- 1995 – Nya vindar över Cold Comfort Farm
- 1996 – Det susar i säven
- 1997 – Spice World
- 1997 – Wilde
- 1998 – A Civil Action
- 1999 – Vad hände med Harold Smith?
- 2001 – Gosford Park
- 2002 – Pojken med pruttbyxorna
- 2004 – The Life and Death of Peter Sellers
- 2005 – Liftarens guide till galaxen (berättarröst)
- 2005 – V för Vendetta
- 2006 – Stormbreaker
- 2011 – Sherlock Holmes: A Game of Shadows
- 2013 – Hobbit: Smaugs ödemark
- 2014 – Hobbit: Femhäraslaget
- 2016 – Alice i Spegellandet (röst)
- 2016 – Love & Friendship
- 2023 – Red, White & Royal Blue

### TV (urval)
- 1982 – The Cambridge Footlights Revue – The Cellar Tapes
- 1989 – 1995 – A Bit of Fry and Laurie (TV-serie)
- 1990 – 1993 – Jeeves och Wooster (TV-serie)
- 2003 – 2016 – QI (programledare)
- 2007 – Bones (TV-serie) (gästroll)
- 2008 – Stephen Fry in America (TV-serie)